# Каснате Кон Бернате
Каснате Кон Бернате (итал. Casnate Con Bernate) је насеље у Италији у округу Комо, региону Ломбардија.
Према процени из 2011. у насељу је живело 4584 становника. Насеље се налази на надморској висини од 333 м.

## Становништво
| 1936. | 1951. | 1961. | 1971. | 1981. | 1991. | 2001. | 2011. |
| ----- | ----- | ----- | ----- | ----- | ----- | ----- | ----- |
| 1.481 | 1.685 | 2.095 | 2.255 | 3.137 | 3.857 | 4.382 | 4.915 |